# Sutherland (Sudafrica)
Sutherland è una cittadina del Sudafrica di 2.754 abitanti nella provincia del Capo Settentrionale.
È nota per essere un eccellente punto di osservazione astronomica, trovandosi lontana da grandi centri abitati, in una zona con scarsa umidità atmosferica, e in quota (1.458 m s.l.m.). Nei pressi di Sutherland si trova infatti l'Osservatorio Astronomico Sudafricano, che ospita tra l'altro il Southern African Large Telescope (SALT), il più grande telescopio in funzione nell'emisfero australe.
Sutherland è anche la località dove si registrano generalmente le temperature più fredde del Sudafrica (sebbene il minimo storico sia stato invece registrato a Buffelsfontein nel 2005). La temperatura minima mai registrata a Sutherland è stata di -16 °C, il 12 luglio del 2003. La temperatura media annuale è di 11,8 °C, e il minimo medio annuale è 3,4 °C.